# HK 94–100
Die HK 94–100 sind vierachsige Malletlokomotiven für 1000 mm Spurweite.

## Geschichte
Die Maschinenbau-Gesellschaft Karlsruhe baute 1918 sieben Malletlokomotiven für den Einsatz auf Heeresfeldbahnen, da die bereits beschlagnahmten Lokomotiven nicht ausreichten. Dabei wurde der Schnelligkeit wegen auf ältere Entwürfe zurückgegriffen, Grundlage war die B.L.E.A.G. 5 bis 8. Die Lokomotiven wurden von der Heeresprüfkommission für Feldbahnen (HK) abgenommen und als HK 94 bis 100 bezeichnet.
Die Lokomotiven kamen allerdings wegen des Kriegsendes nicht mehr zum Einsatz und wurden an verschiedene Privatbahnen, teilweise als Ersatz für im Krieg beschlagnahmte Lokomotiven, abgegeben.
Die HK 94 und 95 kamen zur Kleinbahn Haspe–Voerde–Breckerfeld (HVB), wovon die HK 95 1921/1922 zur Euskirchener Kreisbahnen (EKB) wechselte, die HK 96 zur Nordhausen-Wernigeroder Eisenbahn-Gesellschaft (NWE), die HK 97 bis 99 gingen an die AG Ruhr-Lippe-Eisenbahnen (RLE) und die HK 100 zur Albtalbahn. Sie wurden bis auf zwei Lokomotiven Ende der 1950er, Anfang der 1960er Jahre ausgemustert.

### Erhaltene Lokomotiven

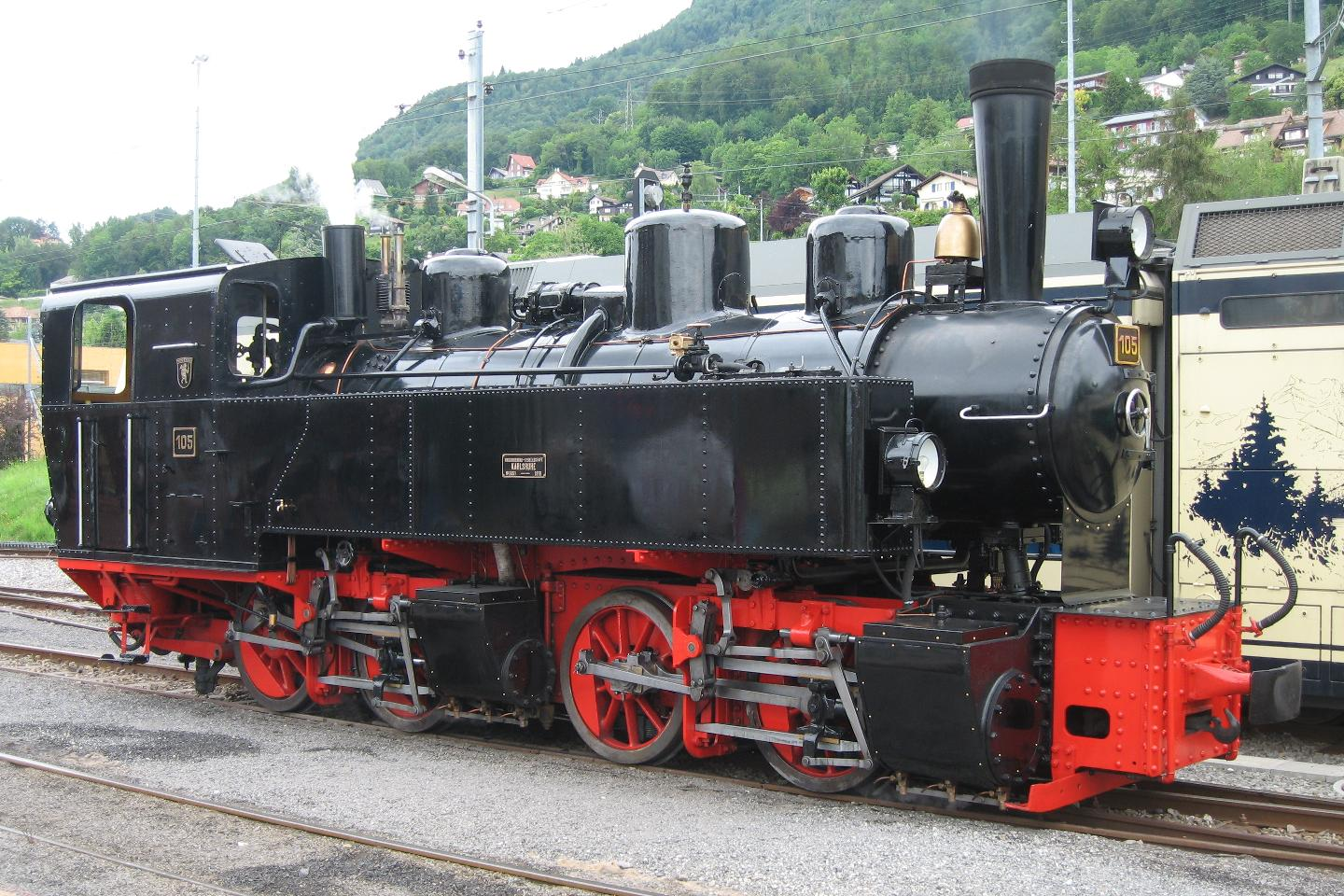
SEG G 2×2/2 105 in Blonay

Die Lokomotive 28 der Kleinbahn Haspe–Voerde–Breckerfeld (HVB) aus Haspe – ehemals HK 95 – war 1928 nach der Umstellung der Bahn auf elektrischen Betrieb an die Süddeutsche Eisenbahn-Gesellschaft (SEG) für die Bahnstrecke Zell im Wiesental–Todtnau verkauft worden und erhielt die Nummer SEG G 105. Von dort gelangte sie 1968 an die Museumsbahn Blonay–Chamby (BC) in der Schweiz, wo sie in den Anfangsjahren der Museumsbahn und wieder seit 1998 betriebsfähig im Einsatz ist.
Zur Ergänzung für die Malletlokomotiven 11 bis 22 wurde 1920 von der Nordhausen-Wernigeroder Eisenbahn-Gesellschaft die HK 96 erworben und erhielt die Nummer 41II. Nach der Übernahme der NWE-Strecken durch die Deutschen Reichsbahn (DR) erhielt sie von dieser die Nummer 99 5906. Die Lokomotive ähnelt äußerlich den genannten Malletmaschinen 11 bis 22, allerdings fallen das andere Führerhaus und der Innenrahmen des hinteren Triebwerkes auf. Die Lok wurde 2023 in Hasselfelde konserviert hinterstellt.

## Konstruktion
Das hintere Triebwerk mit den Hochdruckzylindern ist fest im als Blechrahmen ausgebildeten Hauptrahmen gelagert. Der vordere Rahmenteil mit dem Niederdrucktriebwerk ist mit einem Königszapfen mit Hauptrahmen verbunden, der den genieteten Kessel tragende, im Bereich des vorderen Triebwerkes nach oben gekröpfte Hauptrahmen liegt mit Gleitplatten auf ihm auf. Seitliche Blattfedern halten den vorderen Rahmen in einer mittigen Stellung. Beide Rahmenteile sind Innenrahmen.
Alle Zylinder verfügen über Flachschieber und außenliegende Heusinger-Steuerung mit Hängeeisen.
Die Lokomotiven wurden mit einer Wurfhebel-Handbremse und einer Dampfbremse als Zusatzbremse ausgeliefert. Je nach Bahn wurden später Saugluft- oder Druckluftbremse als Zugbremse nachgerüstet.
Die Zug- und Stoßvorrichtungen entsprechen den Normen der Einsatzbahnen. Die Lokomotive 105 der Museumsbahn Blonay–Chamby erhielt zu den Fahrzeugen der MOB passende Mittelpuffer mit darunterliegender Schraubenkupplung, die 99 5906 der Harzquerbahn Mittelpuffer mit Ausgleichskupplung.
Auf dem Kessel sitzen zwei Sandkästen, einer für jedes Triebwerk.